# وایسکا
وایسکا (به صربی: Vajska) یک منطقهٔ مسکونی در صربستان است که در Bač Municipality واقع شده‌است. وایسکا ۳٬۱۶۹ نفر جمعیت دارد.